# Vice Squad
La banda liderada por Rebecca Bond, alias Beki Bondage, se formó en Bristol en 1978, en plena segunda oleada del punk británico. El line-up original estaba formado además de Beki a la voz, por el guitarrista Dave Bateman, Mark Hambly al bajo y Shane Baldwin a la batería.

## Historia
Vice Squad firmó con EMI, con quienes licenciaron el primer sencillo y editaron en 1981 el primer LP de la banda, "No cause for concern".Seis meses después aparece otro LP, "Stand strong stand proud", muy bien trabajado y con una buena dosis de grandes canciones.
En esta época se hacen evidentes los problemas y tensiones en el seno de la banda, especialmente por la discordancia de opiniones respecto a EMI. Las tensiones aumentan con la radicalización de Beki, que emprende campañas a favor de la liberalización animal y deja la banda. Vice Squad continúan con otra cantante y otro guitarra editando un álbum más en 1985, pero ya no es lo mismo. 
Llegan los noventa y con ellos la resurrección del grupo y de Beki Bondage. Para esta segunda época, la banda hace la rentré discográfica con el CD "Resurrection" que contiene los clásicos de toda la vida totalmente regrabados y evidentemente remasterizados.
Ya en 2001 aparece un mini CD titulado "Lavender hill mob", que será anticipo del CD de larga duración titulado "Lo-fi life". En el mismo, la nueva formación ha madurado y conseguido un sonido más firme y contundente que en su anterior grabación. El line-up actual lo forman Beki a la voz y guitarra, Paul Rooney a la guitarra, Michael Gianquinto al bajo y Tony "Noise" Piper a la batería.
Dave Bateman, primer guitarrista y compositor, murió el 12 de diciembre en Fuengirola cuando celebraba su 46 cumpleaños.

## Miembros
- Beki Bondage (Vocalista)
- Paul Rooney (Guitarra)
- Kev „Rev“ Taylor (Batería)
- Michael Giaquinto (Bajo)

## Discografía

### Singles
- Last Rockers - 1981
- Resurrection - 1981
- Vice Squad Singles - 1982
- Out of Reach - 1982
- Stand Strong - 1982
- State of the Nation - 1982
- Black Sheep - 1983
- You'll Never Know - 1984
- Teenage Rampage - 1985
- Santaclaus Is Comming To Town - 2009

### Álbumes de estudio
- No Cause for Concern - 1981
- Live in Sheffield - 1981
- Stand Strong, Stand Proud - 1982
- Shot Away - 1985
- Live and Loud!! - 1988
- Last Rockers - The Singles - 1992
- The Punk Singles Collection - 1995
- The BBC Sessions - 1997
- Get a Life - 1999
- Resurrection - 1999
- Lo-Fi Life - 2000
- Rich and Famous - 2003
- Defiant - 2006
- London Underground - 2009